# Парадокс (телесеріал)
«Парадокс» (англ. ParadoX, груз. პარადოXი) — україно-грузинський телесеріал в жанрі апокаліптичні-містичного трилера виробництва телеканалу GDS, випущено два сезони (2014 і 2015 роки), демонструвався на телеканалах GDS (Грузія) і НЛО TV (Україна).
Режисер першого сезону — Джаба Мелкадзе, зйомки проходили в Тбілісі, прем'єра відбулася 2 лютого 2014 року на телеканалі GDS, з 7 листопада 2014 року показувався на Україні по п'ятницях пізно ввечері.
Другий сезон був знятий GDS спільно з НЛО TV, в зйомках брали участь актори обох країн, режисер — Леван Бахія. У жовтні 2015 року пройшов спеціальний показ першої серії сезону для журналістів і блогерів, телеремьера другого сезону відбулася як в Грузії, так і на Україні в жовтні 2015 року.